# Шеля, Якуб

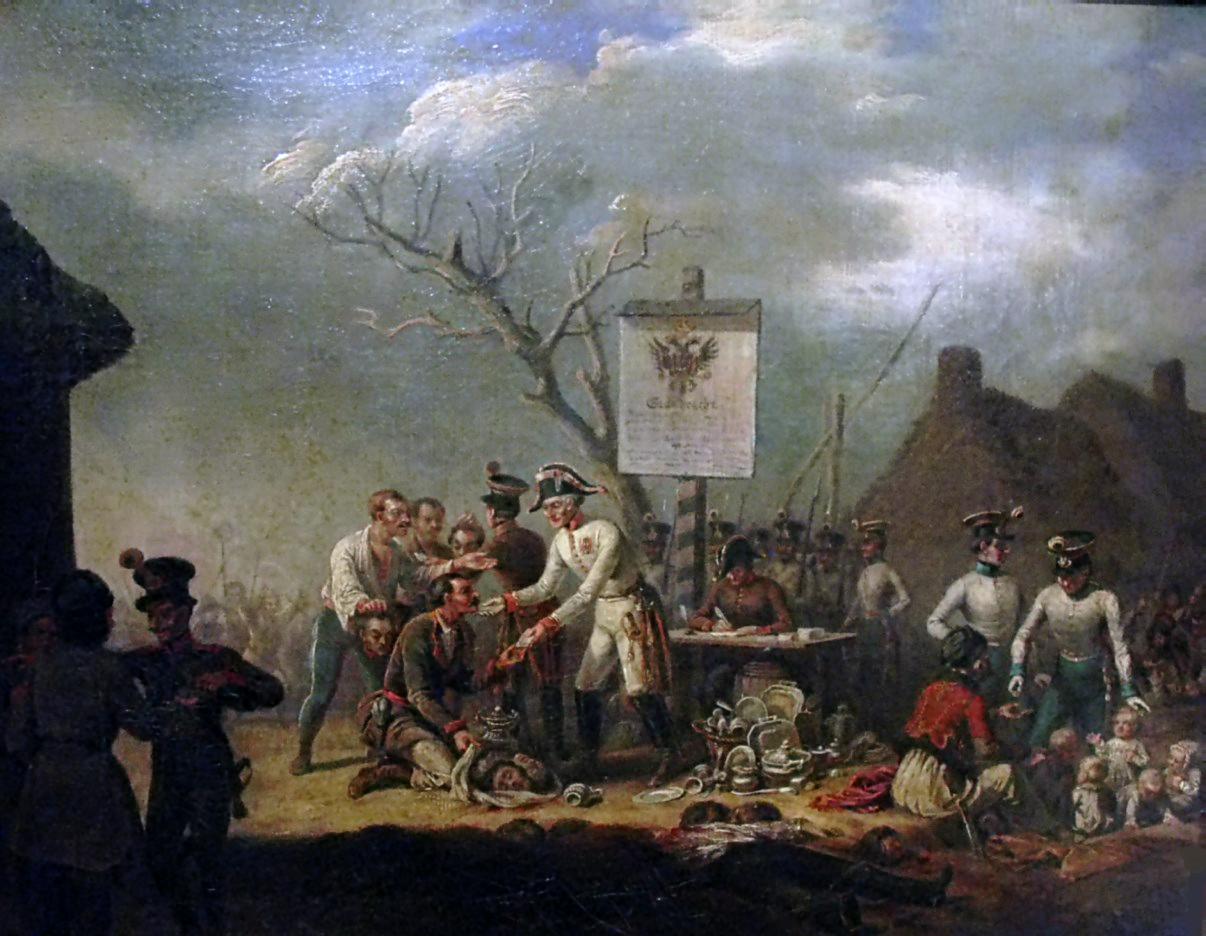
Ян Левицкий «Галицийская резня (1846 года)»

Я́куб Ше́ля (пол. Jakub Szela, 21 июля 1787 года, село Смаржова, Западная Галиция, Австрийская империя — 21 апреля 1860 года, Лихтенберг (Дялу Эдерий), Южная Буковина) — зажиточный галицийский крестьянин, вошедший в историю как инициатор антифеодального Галицийского восстания в 1846 году.

## Биография
Якуб Шеля в течение многих лет представлял крестьянские хозяйства в судебных процессах против землевладельцев. Крестьянские хозяйства села Смаржова делегировали его для участия в судебных процессах о захвате земель польским землевладельцем Богушем. Это судебное разбирательство длилось в течение 24 лет. Также Якуб Шеля неоднократно обращался с жалобами к губернатору во Львов и несколько раз арестовывался за свою общественную деятельность.
18 февраля 1846 года Якуб Шеля возглавил в окрестностях города Тарнува в Западной Галиции крестьянское восстание против местных польских дворян-землевладельцев. Это восстание продлилось недолго, однако в течение этого времени галицийские крестьяне под руководством Якуба Шели разгромили множество дворянских усадеб в окрестностях городов Тарнува, Бжостека, Кросно и Ясло. 1 апреля 1846 года Якуб Шеля прибыл в Тарнув к вице-губернатору с требованием изменить условия землевладения с ренты на аренду. 19 апреля 1846 года Якуб Шеля был отправлен под надзор австрийской полиции и содержался под ним вплоть до 6 февраля 1848 года, после чего был выслан в Южную Буковину, получив там от австрийских властей за участие в подавлении восстания польских дворян в награду медаль и земельный надел в 30 морг (17 гектаров).
Несмотря на то, что Якуб Шеля был руководителем лишь одного из крупных отрядов восставших, он считается инициатором всего антифеодального крестьянского восстания в Западной Галиции в 1846 году, которое вошло в историю как «Галицийская резня».

## Память
В современной Польше существуют противоположные — от резко отрицательных до сугубо положительных — точки зрения о деятельности Якуба Шели.